# Documentalista
Um documentalista (às vezes, bibliotecário–documentalista) é um profissional da informação que atua na direção de serviços de documentação, arquivos e bibliotecas, jornais, imprensa. O profissional gerencia e fornece informação a seus usuários. Pode atuar em diversas instituições: centros de documentação, bibliotecas, museus, arquivos, centros culturais, empresas, universidades, imprensa etc. Não há formação superior exclusiva para documentalista, há a formação de biblioteconomia e documentação. Há uma confusão entre documentalista e documentarista, algumas pessoas confundem achando ser a mesma coisa. Cabe lembrar que documentarista é um cineasta que atua em documentários. Ainda, no Brasil há o cargo de despachante-documentalista, ocupação que cuida dos documentos de automóveis.
É uma profissão reconhecida pelo Ministério do Trabalho e Emprego do Brasil através do Catálogo Brasileiro de Ocupações na categoria de profissionais da informação. Segundo o CBO, o documentalista pode ser:
“Analista de documentação, Especialista de documentação, Gerente de documentação, Supervisor de controle de processos documentais, Supervisor de controle documental, Técnico de documentação, Técnico em suporte de documentação”